# Intuinzin
Een intuinzin (Engels garden path sentence) is een opzettelijk misleidende zin die speelt met metaforische betekenissen van woorden of met homonymie, zodat tijdens het lezen een herinterpretatie optreedt.

## Definitie
De benaming 'intuinzin' is afkomstig van de uitdrukking ergens intuinen of om de tuin geleid worden. Dit soort zinnen stelt vaak moeilijkheden in de interpretatieve linguïstiek; met name computerprogramma's dienen dusdanig ingesteld te worden, dat zij aan de hand van de syntactische en bestaande semantische kenmerken van woorden de aannemelijkste interpretatie kunnen parsen. In veel gevallen is er echter geen verschil in syntactische karakteristieken van lexemen, zodat men op de prototypie van het pragmatische gebruik van een woord is aangewezen.

## Voorbeelden
Een intuinzin kan zuiver syntactisch ambigu zijn:
- Ik zag de man met de grote verrekijker. Mogelijke interpretaties:
  - Met de grote verrekijker zag ik de man
  - Ik zag de man die de grote verrekijker had.

Ook kan een zin wel degelijk eenduidig zijn, maar desalniettemin, door toedoen van prototypische interpretatie, node geherinterpreteerd worden:
- Ik sloeg meermaals de man met de wandelstok gade.

Daar gadeslaan normalerwijze geen wandelstok vereist, is de normale interpretatie dat de wandelstok hier de man modificeert.
Sommige gevallen laten meerdere interpretaties toe, maar appelleren aan het gezond verstand:
- De astronoom huwde een ster.

Hier valt niets uit te sluiten (voorbeeld naar Norvig 1988), maar de pragmatische kennis van de lezer zal veelal een herinterpretatie bewerkstelligen.

## Neurolinguïstische bevindingen
Er is vastgesteld dat letsels in de linkerhemisfeer van het brein significante gevolgen kunnen hebben voor het interpreteren van intuinzinnen; metaforische of figuurlijke betekenis schijnt vooral in de rechter frontale kwab verwerkt te worden, een gebied dat ook bij humor een rol speelt. Dit toont aan dat syntactische processen niet uitsluitend in het centrum van Broca plaatsgrijpen; daarenboven werd ook in het cerebellum activatie vastgesteld bij dubbelzinnigheden. De linker temporale kwab wordt bij ambigue zinnen het sterkst geactiveerd, terwijl de rechter temporale kwab, die ook bij zingen en prosodie actief is, volgens Stowe et al. (2004) noodzakelijk is voor het begrip van alternatieve interpretaties – dit zou te maken hebben met het feit dat intuinzinnen een vorm van humor zijn. Zij stelden een activatie in de rechter frontale kwab vast bij:
- De ezel stond in de schuur al lang te rotten.

Hier moeten twee semantische betekenissen met elkaar concurreren, maar er kan slechts één de bovenhand halen, en dat is de minst prototypische. Dit is voor de hersenen blijkbaar een vermoeiend proces.